# Asyndetus albipalpus
Asyndetus albipalpus är en tvåvingeart som beskrevs av Friedrich Hermann Loew 1871. Asyndetus albipalpus ingår i släktet Asyndetus och familjen styltflugor. Inga underarter finns listade i Catalogue of Life.